# Charles Crosby
Charles Crosby (* 25. November 1931 in Memphis, Tennessee) ist ein US-amerikanischer Jazzmusiker (Schlagzeug).

## Leben und Wirken
Charles Crosby, der aus Memphis stammte, sammelte erste musikalische Erfahrungen bei B. B. King, leitete dann eigene Bands in Columbus und spielte mit Chuz Alfred und Roland Kirk. Ab Mitte der 1950er-Jahre arbeitete er mit Rusty Bryant, mit dem erste Aufnahmen entstanden, sowie mit Joe Alexander. 1959 wirkte er an dem Album Young Men from Memphis (United Artists) mit, zusammen mit Booker Little, Louis Smith, Frank Strozier, George Coleman, Phineas Newborn, Calvin Newborn und Jamil Nasser.
In den 1960er-Jahren arbeitete Crosby in Chicago und New York mit dem Organisten Eddie Baccus, bei Roland Kirk (zu hören auf Here Comes the Whistleman und Volunteered Slavery) und Nina Simone (Please Don't Let Me Be Misunderstood). 1968 spielte er bei Jimmy Smith; 1969 trat er mit Kirk auf dem Newport Jazz Festival auf. Tom Lord listet ihn im Bereich des Jazz zwischen 1955 und 1969 bei sechs Aufnahmesessions.